# Alidades
Alidades. est une maison d'édition française créée par Emmanuel Malherbet en 1985 - elle a existé auparavant sous forme de revue de 1981 à 1985. 
Elle est gérée sous forme associative
Les éditions Alidades éditent des auteurs classiques et contemporains, français et étrangers - ces derniers le plus souvent en édition bilingue. On leur doit notamment l'édition des Méditations divines de John Donne (traduites par Claude Salomon), les "Nouvelles" d'Alexandre Vampilov, celles de Valentin Raspoutine, traduites par Irène Imart, de nombreux recueils de poètes allemands, italiens, russes, anglais, latino-américains, etc.]. Les genres de prédilection sont la poésie (une collection est dédiée particulièrement aux poètes irlandais) et les nouvelles. À quoi s'ajoute un intérêt pour les littératures d'expression populaire (contes, ballades, chants populaires) et les curiosa. 
Les livres, édités sous forme de plaquettes, n'excèdent pas 64 pages et se caractérisent par une fabrication soignée.
Discrètes par nature, elles travaillent souterrainement, mais non sans efficacité, à donner ou à redonner vie à des écrits exigeants. Elles ont introduit en France les œuvres des poètes italiens Mirella Muià, Carlo Bordini et Mauro Fabi, de la poétesse espagnole Guadalupe Grande, des poètes syriens Nazîh Abou Afach, Faraj Bayraqdar, Chawqî Baghdâdî ou Monzer Masri, etc. En français elles ont publié pour la première fois Claude Salomon, Philippe Rosset, Jean-François Patricola, Didier Roubin, Germano Zullo...
Les éditions Alidades ont aujourd'hui plus de deux-cents titres à leur catalogue, issus d'une dizaine de langues et dialectes différents, allant du sicilien au japonais, au ruthène et à la langue otomi, en passant par l'allemand, le russe et l'arabe .
Professeur de philosophie et traducteur de l'anglais (Jonathan Swift, Mark Twain, Wilfred Owen, Siegfried Sassoon, William Godwin), Emmanuel Malherbet est aussi poète et critique. Il a publié L'antigel (Editions de l'Arbre, 2004), Pour cela (Wigwam 2005), Brocantes (Editions de l'Arbre 2006), Tavoura (Alidades 2008), La forge des arbres (Cazimi 2008). 